# Arisaema aprile
Arisaema aprile är en kallaväxtart som beskrevs av Jin Murata. Arisaema aprile ingår i släktet Arisaema och familjen kallaväxter. Inga underarter finns listade.